# ليان كيرنان
ليان كيرنان (ولدت في 27 أبريل 1999) هي لاعبة كرة قدم أيرلندية محترفة تلعب في مركز المهاجم مع نادي ليفربول لكرة القدم للسيدات في الدوري الممتاز للسيدات ومنتخب جمهورية أيرلندا.

## نشأتها
وُلدت كيرنان في بيليبورو في مقاطعة كافان، ودرست في مدرسة بيليبورو المجتمعية، حيث لعبت ضمن فريق كرة الصالات للفتيات. ثم لعبت مع نادي بيليبورو سلتيك، وفي سن الثانية عشرة، انضمت إلى فريق كينغسكورت هاربس للبنين، حيث اكتشفها مارك ليفي، كشاف المواهب في الاتحاد الأيرلندي لكرة القدم، واختارها للانضمام إلى برنامج المواهب الناشئة. وبعيدًا عن كرة القدم، مارست كيرنان رياضة العدو في سباقات الضاحية، حيث فازت ببطولة نادي أولستر للناشئين في سباقات الضاحية أربع مرات مع نادي شيركوك الرياضي، وحصلت على المركز الرابع في بطولة أيرلندا لسباقات الضاحية تحت 13 عامًا عام 2011. كما لعبت كرة القدم الغيلية مع نادي كافان حتى مستوى تحت 16 عامًا.

## مسيرتها الكروية

### نادي شيلبورن
انضمت كيرنان إلى شيلبورن في الخامسة عشرة من عمرها في 1 مايو 2016، سجلت هدف الفوز لفريقها ضد فريق يو سي دي ويفز في نهائي كأس الدوري الوطني للسيدات على ملعب ريتشموند بارك. في موسم 2015-2016، سجلت 5 أهداف. وكانت جزءًا من فريق شيلبورن الذي فاز بالدوري الوطني للسيدات دون خسارة. في 6 نوفمبر 2016، سجلت ثلاثية ضد فريق ويكسفورد يوث في نهائي كأس الاتحاد الأيرلندي للسيدات 2016. في يناير 2017 حصلت على لقب أفضل لاعبة شابة في جوائز كونتيننتال تايرز للدوري الوطني للسيدات لعام 2016، واختيرت أيضًأ ضمن فريق العام. في 22 أغسطس 2017، ظهرت لأول مرة في دوري أبطال أوروبا للسيدات في مباراة انتهت بالتعادل السلبي مع كيه كيه بي كيه ميديك كونين. أنهت موسم 2017 برصيد 9 أهداف. بدأت كيرنان موسم 2018 برصيد 11 هدفًا في أول ست مباريات ليصل إجمالي أهدافها إلى 37 هدفًا في الدوري خلال ثلاث سنوات ونصف مع نادي شيلبورن قبل رحيلها في يوليو 2018.

### وست هام يونايتد

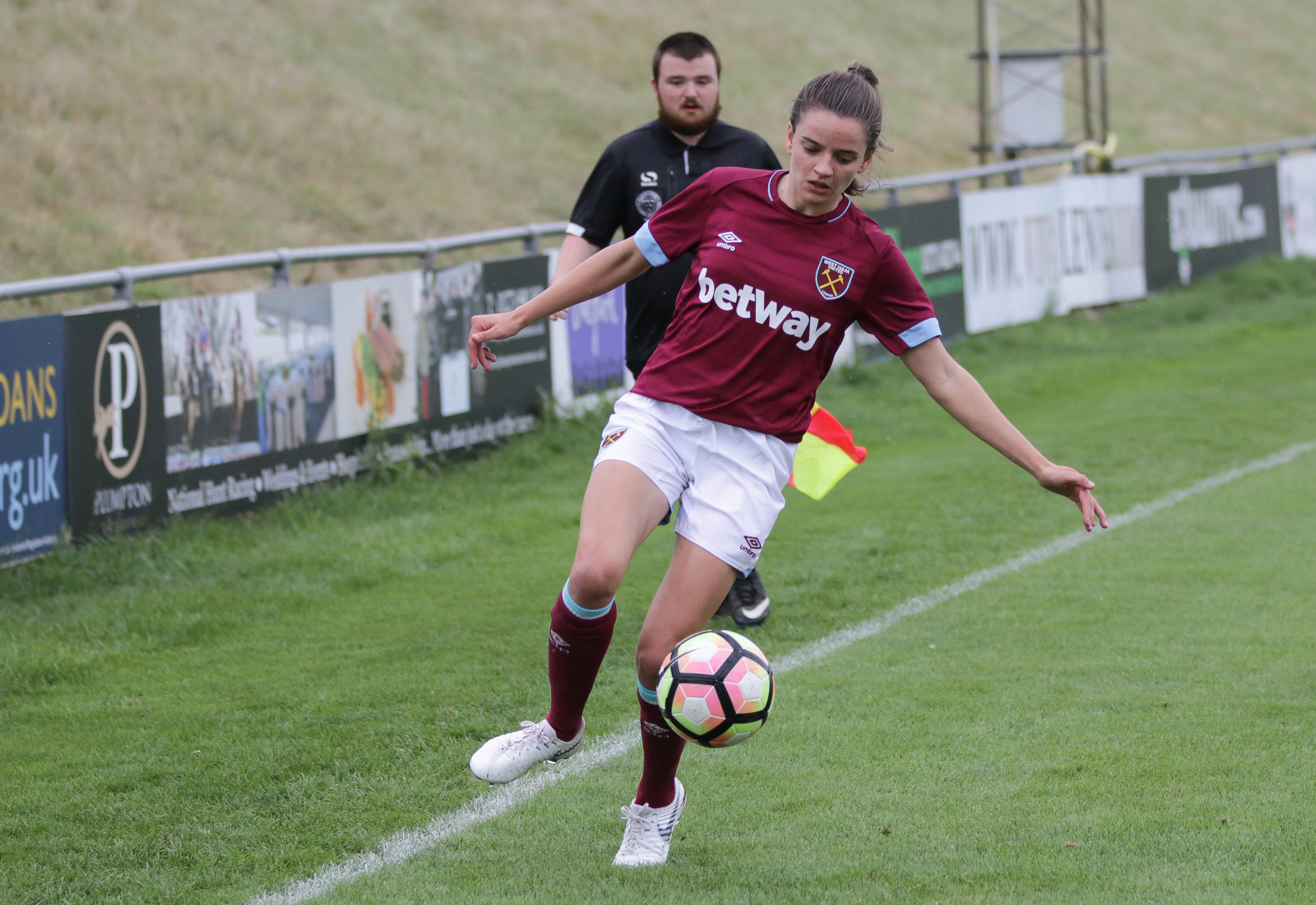
كيرنان يلعب مع وست هام يونايتد ضد لويس، أغسطس 2018

في 18 يوليو 2018، وقعت كيرنان مع وست هام يونايتد. في 19 أغسطس 2018، ظهرت لأول مرة في مباراة الفريق التي خسارتها أمام أرسنال بنتيجة 3-1 ضمن بطولة كأس الاتحاد الإنجليزي لكرة القدم للسيدات. في 26 أغسطس 2018، سجلت هدفها الأول في فوز على لويس بنتيجة 4-1. في 21 مايو 2021، غادرت كيرنان نادي وست هام يونايتد بعد انتهاء عقدها.

### ليفربول
في 22 يونيو 2021، وقّعت كيرنان عقدًا مع نادي ليفربول لكرة القدم للسيدات، حيث عادت للعمل مع مدربها السابق في نادي وست هام يونايتد مات بيرد، وحصلت على القميص رقم 9. بعدما تعافت من إصابة في قصبة الساق استعادت تألقها التهديفي في موسم 2021-22 من بطولة الاتحاد الإنجليزي لكرة القدم للسيدات 2021–22. سجلت 13 هدفًا لفريق ليفربول الفائز باللقب، وصعود الفريق إلى دوري السوبر للسيدات 2022–23، ووقعت عقدًا جديدًا مع ليفربول في سبتمبر 2022. في افتتاح موسم دوري السوبر للسيدات 2022-23، تعرضت كيرنان لإصابة في الكاحل خلال المباراة التي فاز فيها نادي ليفربول على تشيلسي بنتيجة 2-1، ما تطلب إجراء عملية جراحية وابتعادها عن الملاعب لعدة أشهر.

## مسيرتها الدولية
استُدعيت كيرنان للمنتخب الأول في أغسطس 2016، حيث انضمت للفريق لأول مرة لمباراتين تحدّيتين ضد ويلز في نيوبورت. وسجلت هدف الفوز في أول مباراة تنافسية لها، والتي انتهت بفوز منتخب بلاد الباسك بنتيجة 2-1 على ملعب تالاغت في 26 نوفمبر 2016. لم تُدرج في تشكيلة أيرلندا في كأس العالم للسيدات 2023.

## الإنجازات
شيلبورن
- دوري السيدات الوطني: 2016
- كأس الدوري: 2015-16
- كأس الاتحاد الأيرلندي للسيدات: 2016[22]

نادي ليفربول لكرة القدم
- بطولة الاتحاد الإنجليزي للسيدات: 2021-22

الجوائز الفردية
- أفضل لاعبة شابة في الدوري: 2016
- فريق الدوري: 2016